# 摩纳哥国旗
摩納哥國旗是一面由紅、白兩色橫條組成的旗幟，长宽比例为4:5，於1881年4月4日採用（紅、白的樣式在1393年已經出現）。除比例外，图案皆與印尼國旗和德國黑森邦邦旗相同。红色与白色来自于摩納哥國徽与亲王徽章。

## 政府旗

政府旗

白底，中间為國徽图案。

## 親王旗

阿尔贝二世亲王旗

白底，中間為王冠和親王名字的首字母正反圖案。旗頂、底、右邊飾金穗。